# Thợ săn quái vật
Thợ săn quái vật (tên tiếng Anh: Monster Hunter) là một bộ phim hành động giả tưởng do Paul W. S. Anderson sản xuất, viết kịch bản và đạo diễn, dựa trên loạt trò chơi điện tử cùng tên của Capcom. Bộ phim có sự tham gia diễn xuất của các diễn viên Milla Jovovich, Tony Jaa, Tip "T. I." Harris, Meagan Good, Diego Boneta, Josh Helman, Jin Au-Yeung và Ron Perlman.
Một bộ phim chuyển thể dựa trên bộ truyện đã được khởi xướng từ năm 2012 bởi đạo diễn Paul W. S. Anderson. Bộ phim được Capcom chính thức công bố vào tháng 10 năm 2018, với việc sản xuất bắt đầu từ tháng đó với Constantin Film. Bộ phim bấm máy bắt đầu vào ngày 5 tháng 10 năm 2018 và hoàn thành vào ngày 19 tháng 12 năm 2018, tại Cape Town, Nam Phi.
Thợ săn quái vật được phát hành tại Vương quốc Anh và Trung Quốc vào ngày 4 tháng 12 năm 2020 và dự kiến phát hành tại Hoa Kỳ vào ngày 25 tháng 12 năm 2020, bởi Sony Pictures Releasing thông qua nhãn Screen Gems (ngoại trừ Đức, Nhật Bản và Trung Quốc).

## Nội dung phim
Một lực lượng quân sự tinh nhuệ, dưới sự chỉ huy của Đại úy Artemis (Jovovich) của Biệt động quân Hoa Kỳ, rơi qua một cánh cổng vào một thế giới có nhiều quái vật khổng lồ. Họ gặp một thợ săn (Jaa), người đã giúp họ tồn tại trên thế giới và chiến đấu chống lại lũ quái vật khi họ tìm đường về nhà.

## Phát hành
Monster Hunter sẽ được phát hành ở Hoa Kỳ vào ngày 25 tháng 12 năm 2020. 
Ban đầu phim dự kiến phát hành vào ngày 4 tháng 9 năm 2020, 
nhưng đã bị trì hoãn đến ngày 23 tháng 4 năm 2021, do đại dịch COVID-19, trước khi dời đến ngày 30 tháng 12, rồi cuối cùng là ngày Giáng sinh.
Ngay sau khi phát hành tại Trung Quốc vào ngày 4 tháng 12 năm 2020, bộ phim đã gây náo động trên mạng xã hội Trung Quốc vì một cảnh trong đó nhân vật của Jin hỏi đùa: "Hãy nhìn vào đầu gối của tôi!", Và câu hỏi "Đây là loại đầu gối nào ? ”, anh ta trả lời: "Chi-knees!" (đầu gối Trung Hoa). Người xem Trung Quốc giải thích điều này là ám chỉ đến câu đồng dao phân biệt chủng tộc "Chinese, Japanese, dirty knees" ("người Hoa, người Nhật, đầu gối bẩn thỉu"), và do đó là một sự xúc phạm đối với Trung Quốc. Bộ phim đã bị cấm lưu hành và chính quyền Trung Quốc đã kiểm duyệt các tài liệu tham khảo trực tuyến. Tencent Studio được cho là đã chuẩn bị các phiên bản sửa đổi của những bộ phim bỏ qua lời thoại nhưng ngay cả những buổi chiếu này cũng bị loại bỏ. Phản ứng về bộ phim cũng khiến người dùng Trung Quốc review bom Monster Hunter: World vì những lời lẽ xúc phạm. Constantin Films 
đã xin lỗi về đoạn hội thoại và tuyên bố rằng họ sẽ xóa đoạn hội thoại không nhạy cảm về chủng tộc khỏi bộ phim trước khi phim được phát hành lại.